# تحكيم

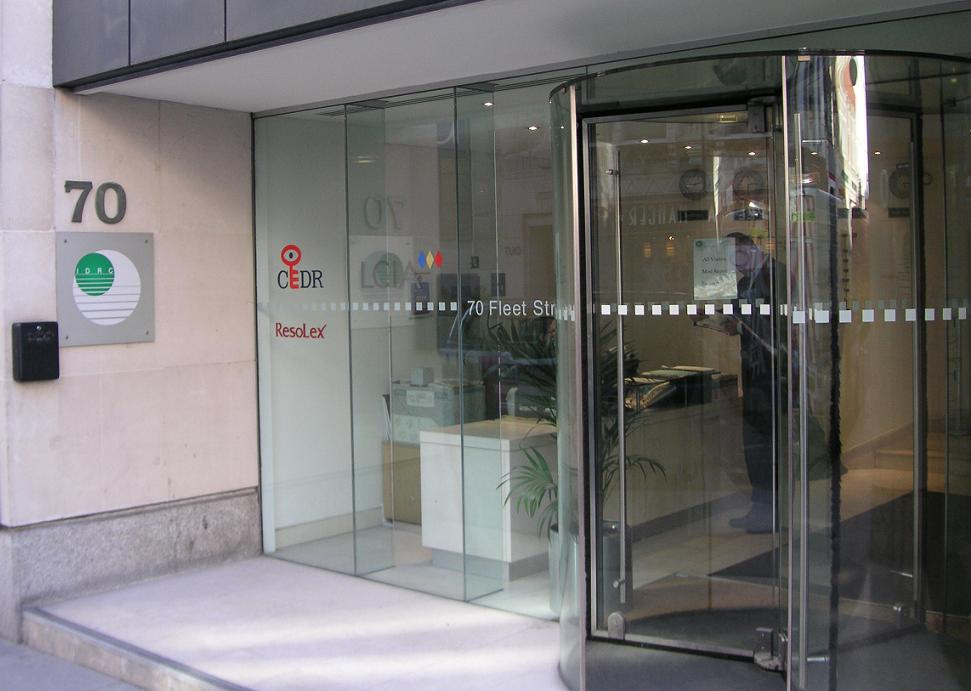
مدخل محكمة لندن للتحكيم الدولي في شارع فليت، لندن

التحكيم هو شكل من أشكال تسوية المنازعات (حل الخلاف)، هو وسيلة لحل النزاعات خارج المحاكم القضائية. يتم الفصل في النزاع من قبل شخص واحد أو أكثر (المحكمون أو هيئة التحكيم) والتي تصدر (قرار التحكيم). يعتبر قرار التحكيم ملزمًا قانونًا لكلا الطرفين وقابلا للتنفيذ في المحاكم، ما لم تنص جميع الأطراف على أن عملية التحكيم والقرار غير ملزمين.
أما في اللغة فالتحكيم هو القضاء، وجاء بمعنى العلم والفقه والقضاء بالعدل، ومنه قول القرآن: «وآتيناه الحكم صبيا»، ومنه الحكمة بمعنى وضع الشيء في محله. والحَكَم من أسماء الله في الإسلام، قال القرآن: «أفغير الله أبتغي حكما»، ويطلق على من يختار للفصل بين المتنازعين، وبهذا ورد في قول القرآن: «وإن خفتم شقاق بينهما فابعثوا حكما من أهله وحكما من أهلها»، والمحكـّم بتشديد الكاف وفتحها هو الحكم بفتح الكاف، والمحكّمة هم الخوارج الذين قالوا: لا حكم إلا لله.
ويعرف التحكيم على أنه: هو مسار خاص استثناءً عن المسار العام لحل المنازعات (القضاء) إذ يتيح إمكانية مباشرة الفصل في النزاعات بين الأفراد من قبل أفراد عاديين لا يعدون من الجسم القضائي للدولة فالتحكيم هو عرض خلاف معين بين الأطراف المتحكمين على هيئة تحكيمه تتكون من الأغيار يتم تعين أعضاء الهيئة التحكيم من قبل أطراف النزاع وذلك وفق شروط يحددونها لتفصل تلك الهيئة بذلك النزاع بقرار يفترض أن يكون بعيدا عن التحيز لأي من أطراف النزاع.
ومن المعروف أن التحكيم يطلق عليه بعض الفقهاء القانونيين «القضاء الخاص» وذلك لانه لا يدخل في تشكيله أي في تشكيل محكمة التحكيم سلطان الدولة ونفوذها رغم تطبيق قوانينها، فيرأس محكمة التحكيم محكمين وليس قضاة.

## التاريخ
تشير الكاتبات التاريخية أن القانون السومري قد عرف نظام للتحكيم شيبها بالقضاء حيث كان يتوجب عرض النزاع على محكم عام، كما عرفت الحضارة اليونانية التحكيم في تشريعات سولون، وعُرف التحكيم في القانون الروماني أيضًا إذ يقول أرسطو عن فوائده: (أطراف النزاع يستطيعون تفضيل التحكيم عن القضاء، ذلك أن المحكم يرى العدالة بينما لا يعتد القاضي إلا بالتشريع). وقد عرف العرب التحكيم عن طريق ما يسمى المنافرة حيث كان الطرفان يحتكمان إلى محكم لحسم النزاع بينهم بمسائل كالشرف.
كما أجاز الإسلام التحكيم بالدعاوى المتعلقة بحقوق الناس، ولعل أبرز صور التحكيم عند المسلمين هي التحكيم عند نشوب خلاف بين الزوجين، ومن حوادث التحكيم الذي حدثت في عهد الرسول قصة الحجر الأسود.

## ميزات التحكيم
- سرعة الفصل في المنازعات والمرونة والاقتصاد بالنفقات.
- عدم التقيد بتطبيق قانون معين أو اجراءات معينية حيث أنه من الإمكان الاتفاق على القانون الذي سيتم تطبيقه والتي سيتم على أساسة الفصل في النزاع وهذا يحل المشاكل في حال وجود أطراف من دول مختلفة أو جود دول ومنظمات أجنبية كأطراف في النزاع حيث يتم اختيار القانون الذي سيتم تطبيقه ولا يفرض قانون دولة معينة للفصل بالنزاع هذه إحدى ميزات المرونة التي يتصف بها التحكيم.
- صدور الحكم عن خبراء بمجالات معينة بما أن التحكيم لا يشترط على المحكم ان يكون حائز على شهادة بالقانون كما هو الحال في القضاء وبعض الخلافات تتطلب خبراء بمجالات معينة للفصل بها وهذه إحدى ميزات المرونة التي يتصف بها التحكيم.
- وجود فرص أكبر لحل الخلافات عن طريق الصلح حيث وانه بما أن أعضاء هيئة التحكيم يتم اختيارها من قبل أطراف النزاع فانهم في الغالب يحاولون تقريب وجهات النظر بين أطراف النزاع وصلا إلى حل توافقي.
- تناول الخلاف بشكل يكفل السرية مما يحفظ الطرفان من نتائج إعلان الخلاف خاصة في المعاملات التجارية حيث لا يشترط العلانية في الجلسات.
- تخفيف أعباء القضاء من حيث عدم العودة اليه في كل النزاعات التي قد تنشأ.
- يفسح المجال للأطراف لاختيار الأشخاص الذين سيقومون بالفصل في النزاع المحكم الأمر الذي سيؤدي الأطمنان إلى أحكامهم.

## مأخذ على التحكيم
- قد نصدر أحكام مخالفة للقانون.
- قد تستخدم لتطويل فترة النزاع من قبل أحد الأطراف إذا لم تكن نية حقيقية في فض النزاع.
- قد يكون مكلفا من الناحية المادية مقارنة مع القضاء وتكليفه المادية.

## أنواع التحكيم
يقسم التحكيم من حيث التنظيم إلى تحكيم حر وهو الاتفاق على التحكيم دون إناطة أمر تنظيمه بهيئة معينة. وتحكيم مؤسسي يحال أمر تعيين المحكمين وإجراءات التحكيم إلى هيئة معينة، ومثال ذلك تحكيم غرفة التجارة الدولية، وتحكيم منظمة الملكية الفكرية العالمية.
ويقسم التحكيم من حيث امتداده وأطرافه إلى وطني وأجنبي ودولي.
ويقسم التحكيم من حيث إلزاميته إلى تحكيم اختياري وهو التحكيم الذي يلجأ اليه الأفراد بارداتهم كالتحكيم في المسائل المدنية، وتحكيم إجباري ومثاله التحكيم الإجباري في المنازعات العمالية في القانون المصري، والتحكيم الجبري في بعض المنازعات الدولية.

## الإجراءات والجلسات
يتبع في التحكيم في الغالب تقريباً نفس النظام المتبع في المحاكم من حيث المهل وحجز القضية للتدقيق ويشترط في ضبوط جلسات التحكيم أن تكون مكتوبة ومؤرخه وموقعه بشكل يشبه إلى أحد كبير ضبوط الجلسات لدى المحاكم.
تتوافق وجلسات الخبراء بوزارة العدل، ريثما بها مرونه في التدقيق البحثي، واخطار الطرفين بأمر تتوقف فيه للجنة التدقيق من مستشاري التحكيم.

## العلاقة بين المحكم واطراف النزاع
تعتبر العلاقة بين المحكم واطراف النزاع عبارة عن عقد وهو ايجاب من قبل أطراف التحكيم وقبول من قبل المحكم وهذا ما يطلق عليه اتفاق التحكيم، واتفاق الأطراف على محكم لفض النزاع القائم بينهم قد يكون قبل حدوث النزاع عند إبرام العقد أو ما شابه، وقد يكون بعد حدوث النزاع، ومن الملاحظ هنا أنه يفترض على المحكم النزاهة والحيادية فدوره مماثل لدور القاضي في المحكمة.

## حكم المحكم
يعتبر حكم المحكمين حكم له من القوة والإلزام ما للاحكام التي تصدر عن المحاكم ويتطلب حكم المحكمين في القضايا المدنية إكساء حكم المحكمين الصيغة التنفيذية من قبل المحكمة المختصة لإمكان تنفيذه جبراً.

## صفحات ذات صلة
المركز الوحيد المعتمد من نادى القضاة الاتفاقى
قانون
قانون عام